# Hélène Cazès-Benatar
Hélène Cazès-Benatar (Tânger, 27 de outubro de 1898 – Paris, 7 de julho de 1979) foi uma advogada e ativista pelos direitos humanos marroquina. Durante Segunda Guerra Mundial, organizou os esforços de socorro no Norte da África, ajudando os judeus e outros refugiados. 

## Início de vida
Rachel Helena Cazès nasceu em Tânger, sendo filha de Amram Cazès e Miriam Nahon. Sua família mudou-se para a cidade de Casablanca em 1917. Após a conclusão do curso de Direito, em Bordeaux, tornou-se a primeira advogada mulher de Marrocos.

## Carreira
Cazès-Benatar foi ativa em várias causas sociais em Casablanca, incluindo em jardins de infância e na distribuição de leite para crianças. Durante Segunda Guerra Mundial, voluntariou na Cruz Vermelha em Casablanca. Ela organizou as instalações para os refugiados da Europa, fundando e sendo a primeira presidente do Comitê Marroquino de Ajuda aos Refugiados, que incluiu três campos de refugiados em Casablanca.
Após a guerra, ajudou muitos refugiados judeus no Norte de África a realocarem-se novamente para Israel. Cazès-Benatar excursionou pelos Estados Unidos, dando palestras em 1953 e 1954 com o objetivo de levantar fundos para seu trabalho. Também foi a representante do Norte da África no Congresso Judaico Mundial e escreveu os relatórios em tânger, francês e espanhol para o American Jewish Year Book de 1955.

## Vida pessoal
Hélène Cazès casou-se com Moses Benatar em 1920. Ela ficou viúva quando Benatar morreu em 1939. Hélène Cazès-Benatar mudou-se para Paris em 1962, e lá morreu em 1979, aos 80 anos de idade. Alguns de seus documentos estão conservados no arquivo Central para a História do Povo Judeu (CAHJP) em Jerusalém.

### Nota
- Este artigo foi inicialmente traduzido, total ou parcialmente, do artigo da Wikipédia em inglês cujo título é «Chanju Samantha Mwale», especificamente desta versão.